# Neufchâteau, Vosges
Neufchâteau je naselje in občina v severovzhodni francoski regiji Loreni, podprefektura departmaja Vogezi. Leta 2007 je naselje imelo 7.056 prebivalcev.

## Geografija
Kraj leži v Loreni ob sotočju rek Meuse in Mouzon, 76 km zahodno od Épinala.

## Administracija
Neufchâteau je sedež istoimenskega kantona, v katerega so poleg njegove vključene še občine Attignéville, Barville, Bazoilles-sur-Meuse, Beaufremont, Brechainville, Certilleux, Circourt-sur-Mouzon, Fréville, Grand, Harchéchamp, Houéville, Jainvillotte, Landaville, Lemmecourt, Liffol-le-Grand, Mont-lès-Neufchâteau, Pargny-sous-Mureau, Pompierre, Rebeuville, Rollainville, Sartes, Tilleux, Trampot, Villouxel s 14.474 prebivalci.
Naselje je prav tako sedež okrožja, v katerem se nahajajo kantoni Bulgnéville, Châtenois, Coussey, Lamarche, Mirecourt, Neufchâteau in Vittel z 61.656 prebivalci.

## Zgodovina
Neufchâteau je eden najstarejših krajev v Loreni. Kot rimski Noviomagus je bil znan kot trg na poti od Lugdunuma (Lyon) do Auguste Treveroruma (Trier).
V 11. stoletju je bil pod lotarinškim vojvodom Teodorikom II. v naselju postavljen grad (leta 1094 označen kot Novum Castrum.
V času francoske revolucije se je kraj imenoval Mouzon-Meuse.

## Zanimivosti
- cerkev sv. Nikolaja iz 13. do 15. stoletja,
- cerkev sv. Krištofa iz 13. do 14. stoletja,
- bolnišnična kapela sv. Duha iz 13. stoletja,
- Hôtel de Houdreville, sedanja mestna hiša,
- Hôtel de Malte, sedež podprefekture,
- Avguštinski samostan iz 17. stoletja, sedanja sodnija.

## Pobratena mesta
- Hamm (Nemčija),
- Miranda da Corvo (Portugalska),
- Śmigiel (Poljska).